# خانه شیبانی
خانه شیبانی مربوط به دوره قاجار است و در بشرویه، خیابان ملا عبدالله تونی بشروی ۱۰، انتهای کوچه، سمت چپ واقع شده و این اثر در تاریخ ۶ اسفند ۱۳۸۵ با شمارهٔ ثبت ۱۷۴۳۱ به‌عنوان یکی از آثار ملی ایران به ثبت رسیده است.
این بنا به باغ خان نیز مشهور است. خاندان شیبانی از طوایف حاکم بر تون و طبس در دوره افشاریه و قاجار بوده‌اند.